# 土井智之
土井 智之（どい ともゆき、1997年9月24日 - ）は、兵庫県出身のサッカー選手。タイ・リーグ1・BGパトゥム・ユナイテッドFC所属。ポジションはFW。

## 来歴
2002 FIFAワールドカップを見てサッカーを始めた。神戸弘陵学園高等学校から常葉大学浜松キャンパスサッカー部に進学。
2019年12月28日にアルビレックス新潟シンガポールへの加入が発表された。2020シーズンは14試合11得点を記録し、得点ランキング2位につけた。
2021年1月13日にホウガン・ユナイテッドFCへの移籍が発表された。21試合19得点で得点王とMVPを獲得した。
2022年1月13日に藤枝MYFCへの完全移籍が発表された。自身初となるJリーグへの挑戦であったが、J3リーグで17試合に出場し4得点を記録。11月28日に契約満了で退団する旨が発表された。
2023年1月29日、カテゴリア・スペリオレ（アルバニア1部）のKFバイリス・バルシュに加入。6月1日、契約満了でバイリスを退団することが発表され、この後半年にわたり無所属期間が続いた。
2024年1月18日、マーキープレーヤーとしてゲイラン・インターナショナルFCに移籍し、シンガポールに復帰。2024-25シーズンは公式戦35試合に出場し50ゴールの大台に到達。このうちシンガポールプレミアリーグでは開幕5試合で9ゴールを記録、6試合連続得点で計13ゴールを記録、8回ハットトリックを達成するなど驚異的な記録を打ち立て、31試合出場44ゴールでそれまでミルコ・グラボヴァツが24年間保持していた最多得点記録（38ゴール）を大きく更新した。
2025年6月17日、タイ・リーグ1のBGパトゥム・ユナイテッドFCに移籍。

## 個人成績
| 国内大会個人成績 | 国内大会個人成績 | 国内大会個人成績 | 国内大会個人成績 | 国内大会個人成績 | 国内大会個人成績 | 国内大会個人成績 | 国内大会個人成績 | 国内大会個人成績 | 国内大会個人成績 | 国内大会個人成績 | 国内大会個人成績 |
| 年度             | クラブ           | 背番号           | リーグ           | リーグ戦         | リーグ戦         | リーグ杯         | リーグ杯         | オープン杯       | オープン杯       | 期間通算         | 期間通算         |
| 年度             | クラブ           | 背番号           | リーグ           | 出場             | 得点             | 出場             | 得点             | 出場             | 得点             | 出場             | 得点             |
| シンガポール     | シンガポール     | シンガポール     | シンガポール     | リーグ戦         | リーグ戦         | リーグ杯         | リーグ杯         | シンガポール杯   | シンガポール杯   | 期間通算         | 期間通算         |
| ---------------- | ---------------- | ---------------- | ---------------- | ---------------- | ---------------- | ---------------- | ---------------- | ---------------- | ---------------- | ---------------- | ---------------- |
| 2020             | 新潟S            | 10               | プレミア         | 14               | 11               | -                | -                | -                | -                | 14               | 11               |
| 2021             | ホウガンU        | 9                | プレミア         | 21               | 19               | -                | -                | -                | -                | 21               | 19               |
| 日本             | 日本             | 日本             | 日本             | リーグ戦         | リーグ戦         | リーグ杯         | リーグ杯         | 天皇杯           | 天皇杯           | 期間通算         | 期間通算         |
| 2022             | 藤枝             | 11               | J3               | 17               | 4                | -                | -                | 1                | 0                | 18               | 4                |
| アルバニア       | アルバニア       | アルバニア       | アルバニア       | リーグ戦         | リーグ戦         | リーグ杯         | リーグ杯         | オープン杯       | オープン杯       | 期間通算         | 期間通算         |
| 2022-23          | バイリス         | 90               | スペリオレ       | 7                | 1                | -                | -                | 1                | 0                | 8                | 1                |
| シンガポール     | シンガポール     | シンガポール     | シンガポール     | リーグ戦         | リーグ戦         | リーグ杯         | リーグ杯         | シンガポール杯   | シンガポール杯   | 期間通算         | 期間通算         |
| 2024-25          | ゲイラン         | 9                | プレミア         | 31               | 44               | -                | -                | 4                | 6                | 35               | 50               |
| 通算             | シンガポール     | シンガポール     | プレミア         | 66               | 74               | -                | -                | 4                | 6                | 70               | 80               |
| 通算             | 日本             | 日本             | J3               | 17               | 4                | -                | -                | 1                | 0                | 18               | 4                |
| 通算             | アルバニア       | アルバニア       | スペリオレ       | 7                | 1                | -                | -                | 1                | 0                | 8                | 1                |
| 総通算           | 総通算           | 総通算           | 総通算           | 90               | 79               | -                | -                | 6                | 6                | 96               | 85               |

## タイトル

### クラブ
アルビレックス新潟シンガポール
- シンガポールプレミアリーグ：1回（2020）

### 個人
ホウガン・ユナイテッドFC
- シンガポールプレミアリーグ得点王：1回（2021）
- シンガポールプレミアリーグ年間最優秀選手：1回（2021）

ゲイラン・インターナショナルFC
- シンガポールプレミアリーグ得点王：1回（2024-25）
- シンガポールプレミアリーグ年間最優秀選手：1回（2024-25）